# Мишари ибн Сауд Аль Сауд
Мишари ибн Сауд Аль Сауд (араб. مشاري بن سعود بن عبد العزيز آل سعود‎; род. 5 декабря 1954, Эр-Рияд) — саудовский принц, член династии Аль Сауд, государственный деятель и бизнесмен

## Биография
Принц Мишари ибн Сауд родился 5 декабря 1954 года в семье короля Сауда и одной из его жён Наймы бинт Убаид.
Он получил бакалавра по истории степень магистра истории в Университете короля Сауда.
В 1983 году Мишари ибн Сауд стал заместителем командующего бригады в Национальной гвардии в Эш-Шаркия.В этой должности он был до 2010 года.
28 августа 2010 года король Абдалла назначил его губернатором провинции Эль-Баха, где он сменил своего брата Мухаммеда, ушедшего с поста из-за проблем со здоровьем.
22 апреля 2017 года на этой должности его сменил единокровный младший брат Хуссам.